# Francisco Villa, Sabanilla
Francisco Villa är en ort i Mexiko.   Den ligger i kommunen Sabanilla och delstaten Chiapas, i den sydöstra delen av landet, 700 km öster om huvudstaden Mexico City. Francisco Villa ligger 302 meter över havet och antalet invånare är 389.
Terrängen runt Francisco Villa är bergig västerut, men österut är den kuperad. Francisco Villa ligger nere i en dal. Runt Francisco Villa är det ganska tätbefolkat, med 111 invånare per kvadratkilometer. Närmaste större samhälle är Simojovel de Allende, 12,1 km sydväst om Francisco Villa. I omgivningarna runt Francisco Villa växer i huvudsak städsegrön lövskog.